# Zombrus duplicatus
Zombrus duplicatus är en stekelart som först beskrevs av Charles Thomas Brues 1924.  Zombrus duplicatus ingår i släktet Zombrus och familjen bracksteklar. Inga underarter finns listade i Catalogue of Life.